# Methanopyrus
Methanophyrus é um gênero de bactéria pertencente à família Methanopyracae, representado por uma única espécie, a M. kandleri. Essa bactéria é termófila e foi descoberta nas paredes de uma fumarola negra localizada no Golfo da Califórnia a 2000 m de profundidade, em temperaturas por volta de 84–110 °C. Uma das cepas descobertas é capaz de sobreviver e reproduzir a 122 °C, em ambientes ricos em dióxido de carbono e hidrogênio.